# Флаг муниципального округа Марьино
Флаг муниципального округа Ма́рьино в Юго-Восточном административном округе города Москвы Российской Федерации — опознавательно-правовой знак, служащий официальным символом муниципального образования.
Первоначально данный флаг был утверждён 17 января 2007 года как официальный символ муниципального образования Марьино.
Законом города Москвы от 11 апреля 2012 года № 11, муниципальное образование Марьино было преобразовано в муниципальный округ Марьино.
Решением Совета депутатов муниципального округа Марьино от 26 июня 2019 года флаг муниципального образования Марьино был утверждён флагом муниципального округа Марьино.
Решением Совета депутатов муниципального округа Марьино от 23 сентября 2020 года предыдущее решение было признано утратившим силу и утверждено новое положение о флаге муниципального округа Марьино.

## Описание
Описание флага, утверждённое решением от 17 января 2007 года:
«Флаг внутригородского муниципального образования Марьино в городе Москве представляет собой двустороннее прямоугольное полотнище с соотношением ширины к длине как 2:3.
Полотнище разделено на нижнюю зелёную и две верхние голубые части примыкающим к верхнему и боковым краям полотнища белым стропилом в виде трёхчастной арки с купольным завершением. Высота стропила составляет 13/16 ширины полотнища.
В голубых частях помещены изображения двух белых летящих чаек, габаритные размеры которых составляют 1/3 длины и 1/8 ширины полотнища, а центры изображений находятся на расстоянии 1/5 длины полотнища от его боковых краёв и на 1/8 ширины полотнища от его верхнего края.
К нижнему краю полотнища примыкают три жёлтых столба со скошенными верхними углами. Габаритные размеры центрального столба составляют 3/20 длины и 17/40 ширины полотнища, габаритные размеры боковых столбов — 7/60 длины и 11/40 ширины полотнища, при этом осевые линии боковых столбов отстоят от боковых краёв полотнища на 13/60 длины полотнища».
Описание флага, утверждённое решением от 26 июня 2019 года:
«Прямоугольное двухстороннее полотнище с отношением ширины к длине 2:3, воспроизводящее фигуры из герба муниципального округа Марьино, выполненные зелёным, голубым, жёлтым и белым цветом».
Описание герба гласило: «В щите Московской формы серебряное повышенное стропило в виде трёхчастной арки с купольным завершением, сопровождаемое по сторонам в верхнем голубом поле двумя серебряными летящими чайками. В нижнем зелёном поле три узких пониженных золотых столба со скошенными верхними углами, средний столб уширен и повышен. Щит снизу окаймлен голубой развивающейся лентой с надписью „МАРЬИНО“».
Описание флага, утверждённое решением от 23 сентября 2020 года:
«Флаг представляет собой прямоугольное синее с зелёным полотнище с отношением ширины к длине 2:3, воспроизводящее фигуры герба жёлтым, белым и чёрным цветом».
Описание герба гласит: «В поле, разделённом серебряным повышенным стропилом в виде трёхчастной арки с купольным завершением, на лазурь и зелень, в лазури две серебряные с чёрными глазами, клювами и кончиками крыльев летящие чайки. В нижнем зелёном поле три узких пониженных золотых столба со скошенными верхними углами, средний столб выше боковых».

## Обоснование символики
Белое стропило в виде трёхчастной арки с купольным завершением символизирует первый в Марьине храм иконы Божией Матери «Утоли моя печали», построенный в 2001 году и являющийся одним из самых крупных храмов Москвы.
Летящие чайки в голубом поле символизируют гнездовья перелётных птиц в излучине Москвы-реки, в том числе единственное в Москве поселение розовых озёрных чаек.
Три жёлтых столба в зелёном поле символизируют характерный облик высотных зданий среди зелёных насаждений и парков в современной застройке Марьино.
Зелёный цвет символизирует зелёные парковые зона на территории муниципального округа, символическое значение цвета — природа, рост, жизнь, надежда, изобилие.
Синий цвет (лазурь) символизирует водные объекты на территории муниципального округа, символическое значение цвета — честность, верность, безупречность.
Жёлтый цвет (золото) — символическое значение цвета — надежность, богатство, стабильность, устойчивость и процветание.
Белый цвет (серебро) — символическое значение цвета — чистота, невинность, самоотверженность.